# Grzegorz Mordzak
Grzegorz Mordzak (ur. 9 stycznia 1977 we Wrocławiu) – polski koszykarz, występujący na pozycji rozgrywającego, obecnie zawodnik Pogoni Prudnik.

## Kariera klubowa

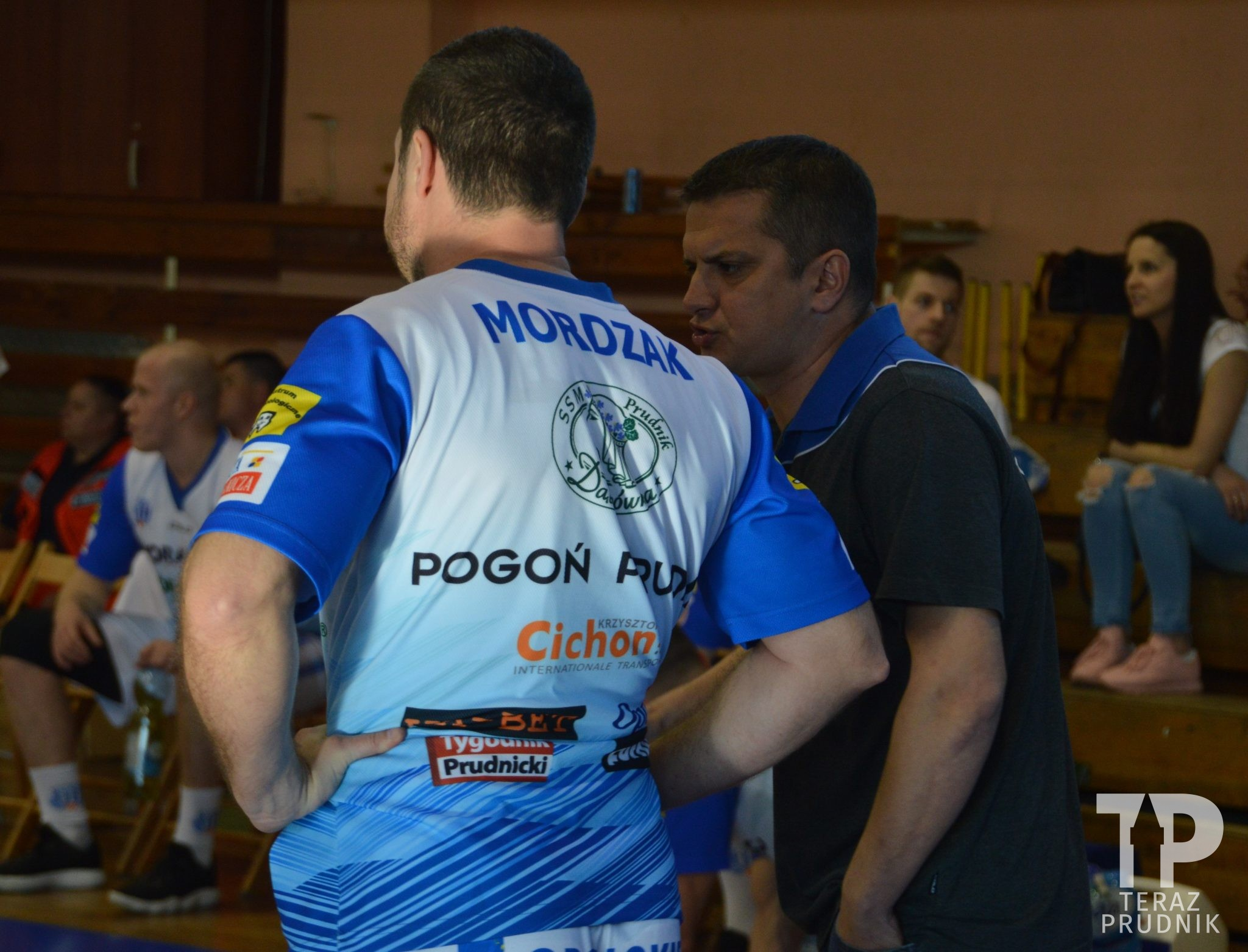
Grzegorz Mordzak jako zawodnik Pogoni Prudnik podczas rozmowy z trenerem (2018)

Ukończył studia w Akademii Wychowania Fizycznego we Wrocławiu. Jest wychowankiem Gwardii Wrocław. W 1995 został MVP mistrzostw Polski juniorów.
W 1996 roku dołączył do Śląska Wrocław, grającego w Polskiej Lidze Koszykówki, wraz z którym w 1997 zdobył puchar Polski. W tym samym roku przeszedł do Obry Kościan w I lidze. W 1999 dołączył do Stali Ostrów Wielkopolski, a parę miesięcy później do klubu Alpen Gold Poznań, z którego w 2001 odszedł do SKS Starogard Gdański (początkowo negocjował również umowę z Unią Tarnów). W Starogardzie Gdańskim grał jedynie rok i odszedł do Turowa Zgorzelec. W 2005 przeszedł do CKS Czeladź, a rok później do MTS Basket Kwidzyn. W 2006 został wybrany do Składu Najlepszych Zawodników I Ligi. W tym samym roku przeszedł do Sportino Inowrocław, następnie do ŁKS Łódź. W obu klubach spędził tylko rok. W 2009 dołączył do Asseco Prokom II Gdynia. 14 marca 2010 uczestniczył w Meczu Gwiazd I Ligi Koszykówki Mężczyzn rozegranym w Krośnie. W 2011 doszedł do Startu Gdynia, w 2013 do MKS Wikana Start S.A. Lublin, a w 2014 do Basketu Zagłębie.
19 czerwca 2015 został zawodnikiem Pogoni Prudnik, w której gra do tej pory. W klubie pełni funkcję kapitana drużyny i asystenta trenera.

## Życie prywatne
Jest żonaty z Ewą Ardeli, finalistką konkursu Miss Ziemi Dolnośląskiej 2007. W 2014 urodził się ich syn Jan, a w 2018 córka Karolina. Wraz z rodziną mieszka we Wrocławiu. Jest chrześcijaninem.

## Osiągnięcia
Stan na 26 kwietnia 2019.
Klubowe
- Zdobywca pucharu Polski (1997)
- Awans do PLK (2004 z Turowem Zgorzelec, 2007 z Bank BPS Basket Kwidzyn, 2008 ze Sportino Inowrocław, 2012 ze Startem Gdynia)
- Mistrz:
  - I ligi (2004, 2007, 2012)
  - Polski juniorów (1995)[3]
- Wicemistrz:
  - I ligi (2003, 2008)
  - Polski juniorów starszych (1997)

Indywidualne
- I skład I ligi (2006, 2011)[8]
- MVP mistrzostw Polski juniorów (1995)[3]
- Uczestnik meczu gwiazd I ligi (2010)[23]

## Statystyki

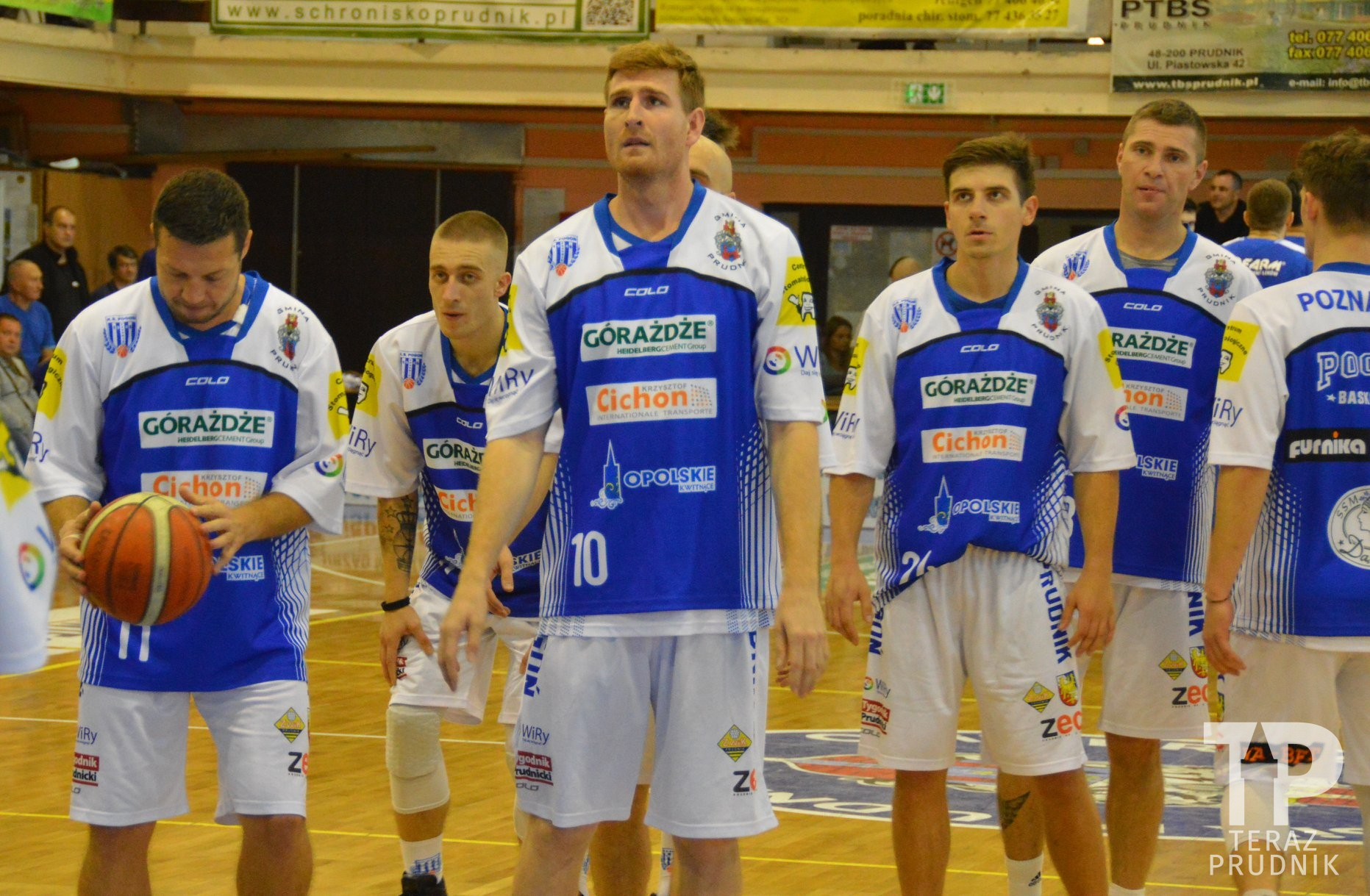
Grzegorz Mordzak wraz z innymi zawodnikami Pogoni Prudnik (2018)

| Sezon     | Drużyna             | M  | S5 | MPG  | FG% | 3P% | FT% | RPG | APG | SPG | BPG | PPG  |
| --------- | ------------------- | -- | -- | ---- | --- | --- | --- | --- | --- | --- | --- | ---- |
| 1996/1997 | Śląsk (PLK)         | 18 |    |      |     |     |     |     |     |     |     | 2,5  |
| 1997/1998 | Obra (I liga)       | 22 |    |      |     |     |     |     |     |     |     | 18,2 |
| 1998/1999 | Obra (I liga)       | 32 |    |      |     |     |     |     |     |     |     | 21,1 |
| 1999/2000 | Stal (PLK)          | 11 |    | 9,7  | 29% | 17% | 54% | 0,3 | 1,3 | 0,4 | 0,0 | 1,6  |
| 1999/2000 | Alpen Gold (I liga) | 19 |    |      |     |     |     |     |     |     |     | 15,0 |
| 2000/2001 | Alpen Gold (I liga) | 36 |    |      |     |     |     |     |     |     |     | 19,4 |
| 2001/2002 | SKS (I liga)        | 35 |    |      |     |     |     |     |     |     |     | 11,7 |
| 2002/2003 | Turów (I liga)      | 33 |    |      |     |     |     |     |     |     |     | 13,6 |
| 2003/2004 | Turów (I liga)      | 31 |    | 27,3 | 52% | 41% | 76% | 2,9 | 3,8 | 1,4 | 0,1 | 13,3 |
| 2004/2005 | Turów (PLK)         | 23 | 0  | 6,0  | 19% | 0%  | 71% | 0,2 | 0,4 | 0,3 | 0,0 | 1,2  |
| 2005/2006 | CKS 1924 (I liga)   | 36 |    | 37,6 | 50% | 36% | 86% | 2,7 | 4,9 | 1,8 | 0,0 | 18,8 |
| 2006/2007 | Basket (I liga)     | 36 |    | 28,3 | 50% | 28% | 77% | 2,3 | 4,1 | 1,3 | 0,1 | 10,5 |
| 2007/2008 | Basket (PLK)        | 3  | 0  | 4,0  | 0%  | 0%  | 50% | 0,0 | 0,0 | 0,0 | 0,0 | 0,3  |
| 2007/2008 | Sportino (I liga)   | 22 |    | 24,4 | 47% | 49% | 61% | 2,6 | 3,2 | 0,7 | 0,0 | 9,8  |
| 2008/2009 | ŁKS (I liga)        | 30 |    | 28,6 | 44% | 39% | 75% | 2,9 | 2,3 | 1,1 | 0,0 | 11,2 |
| 2009/2010 | Asseco II (I liga)  | 22 |    | 31,2 | 40% | 40% | 81% | 2,7 | 4,0 | 1,4 | 0,0 | 11,1 |
| 2010/2011 | Asseco II (I liga)  | 26 |    | 31,7 | 53% | 43% | 85% | 3,1 | 4,2 | 0,9 | 0,0 | 15,3 |
| 2011/2012 | Start (I liga)      | 39 |    | 24,9 | 46% | 34% | 83% | 2,6 | 2,8 | 0,8 | 0,1 | 11,3 |